# Stipa brachychaeta
Stipa brachychaeta là một loài thực vật có hoa trong họ Hòa thảo. Loài này được Godr. miêu tả khoa học đầu tiên năm 1853.